# Anti-Flag
Anti-Flag va ser una banda nord-americana de punk rock formada a Pittsburgh, Pennsilvània, el 1988. La banda era coneguda pel seu activisme polític d'esquerra. Durant la major part de la carrera de la banda, els seus membres van incloure Justin Sane (veu i guitarra), Chris Head (guitarra), Pat Thetic (bateria) i Chris Barker, també conegut com a Chris No. 2 (veu i baix).
Guanyant popularitat a través del punk underground, Anti-Flag va signar polèmicament amb RCA Records i va llançar el seu debut amb el segell For Blood and Empire el 2006. Contenia senzills com "The Press Corpse" (que va ser l'única aparició de la banda a la llista d'Airplay alternatiu dels EUA) i "This is the End (For You My Friend)", que va aparèixer en diversos videojocs.
Després del seu màxim èxit comercial, la banda va continuar activa i va llançar un total de tretze àlbums, l'últim dels quals va sortir a la llum pocs mesos abans de la seva dissolució. A més, la banda gestionava el seu propi segell discogràfic, AF Records.
Anti-Flag es va dissoldre de manera inesperada al juliol de 2023 arran de diverses denúncies de violació i agressió sexual contra Sane. Els altres membres van condemnar les acusacions i van aturar totes les activitats de la banda.

## Història

### Primers anys (1988, 1992–1996)
Anti-Flag es va formar originalment el 1988 per Justin Sane i Pat Thetic. Diversos guitarristes i baixistes es van unir i van deixar la banda durant els primers anys de la banda, inclosa la germana de Sane, Lucy Fester, que antigament va formar part de la banda de Chicago Toothpaste. La banda no es va consolidar i es va dissoldre després d'actuar en un sol espectacle. El 1992, Sane i Thetic van reformar la banda amb Andy Flag com a baixista. El mateix any es va publicar un àlbum de demostració de 17 cançons anomenat 17 Songs.

### Els tres primers àlbums (1996–1999)
El 1996, Anti-Flag va publicar el seu primer àlbum, Die For the Government, a New Red Archives. Andy Flag va deixar la banda a mitjans de 1996 a causa de disputes personals amb Justin. Després de la marxa d'Andy el 1996, Sean Whelan de la banda de Pittsburgh The Bad Genes va entrar breument com a baixista. Durant aquest temps, Sean també tocava en una altra banda (57 Defective) amb el guitarrista de Pittsburgh Chris Head, a qui va presentar Anti-Flag.
A principis de 1997, Chris Head va començar a tocar el baix amb la banda. A finals del mateix any, Jamie Cock va assumir el paper de baixista, permetent a Chris Head ocupar el seu lloc preferit com a segona guitarra. La formació de la banda es va consolidar el 1999, quan Chris Barker, conegut com a Chris No. 2, va substituir Jamie Cock al baix.
El 1998, Anti-Flag va llançar el seu segon àlbum de llarga durada, Their System Doesn't Work for You. L'àlbum contenia les nou cançons d'Anti-Flag de l'àlbum dividit de 1996 Anti-Flag/d.b.s North America Sucks, així com 10 noves cançons inèdites. La banda va decidir llançar l'àlbum de manera independent, i Their System Doesn't Work for You es va convertir en el llançament de debut del mateix segell de la banda AF Records.
El 1999, Anti-Flag va llançar l'àlbum A New Kind of Army amb Go-Kart Records i AF Records. L'àlbum tractava temes com l'avortament, la corrupció política, el racisme, el feixisme, la joventut amb problemes, la brutalitat policial i la unitat entre els joves nord-americans. La portada es va desplegar en un pòster amb la frase: "Massa intel·ligent per lluitar. Massa intel·ligent per matar. Uneix-te ara. Un nou tipus d'exèrcit". A més, la banda tenia una exempció de responsabilitat a la part inferior de la portada del seu àlbum, que deia: "Anti-Flag no vol dir antiamericà. Anti-Flag significa antiguerra. Anti-Flag significa unitat".

### Fat Wreck Chords (2000–2004)
L'any 2000, Anti-Flag va ser convidat a participar en el Vans Warped Tour. Durant aquest temps, els membres d'Anti-Flag van conèixer Fat Mike de NOFX, propietari del segell discogràfic Fat Wreck Chords. Aquesta trobada va crear una amistat entre ells que portaria a Anti-Flag a publicar dos àlbums sota Fat Wreck Chords.

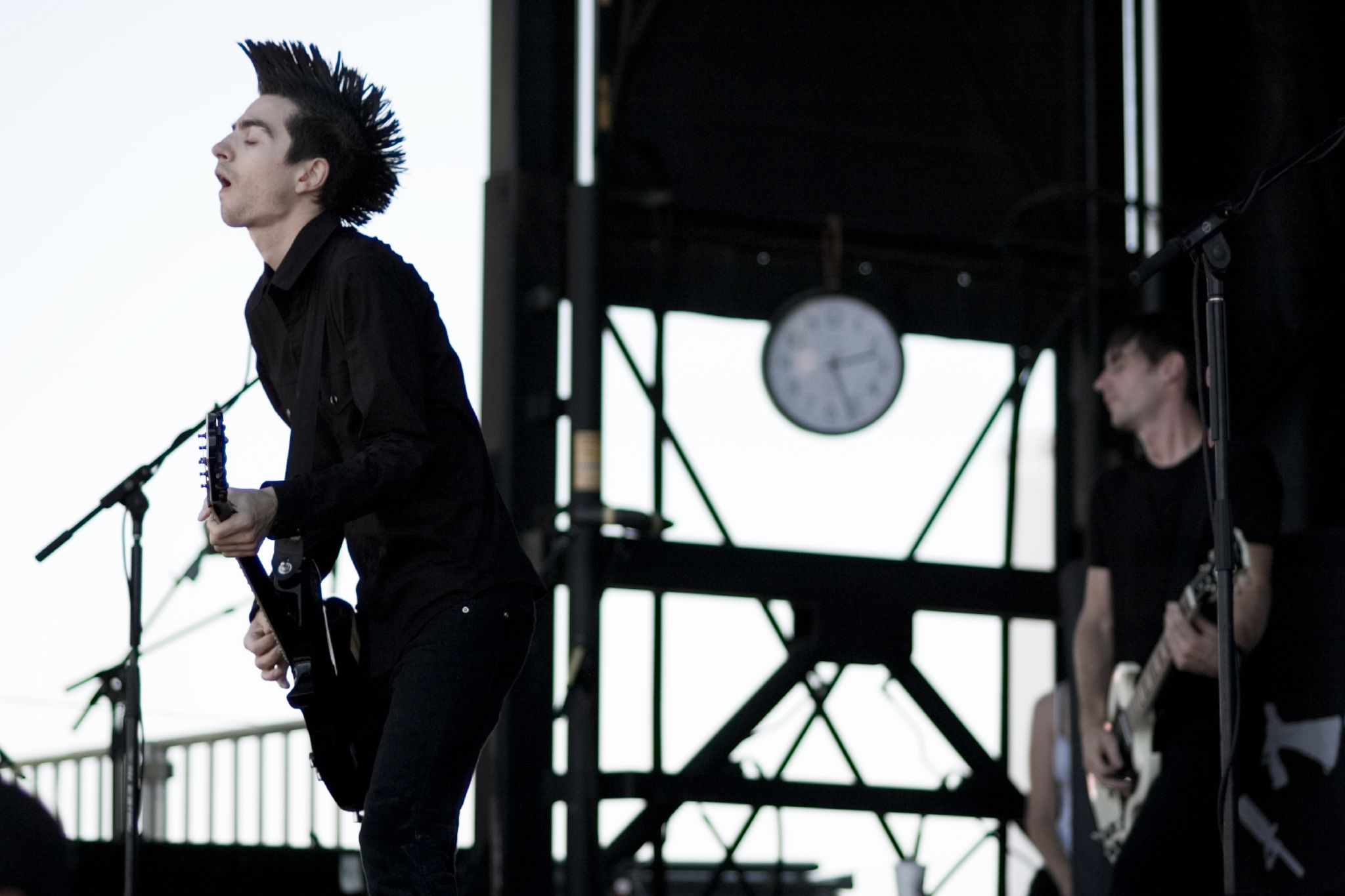
El líder de la banda Justin Sane al Warped Tour 2006.

El 2001, Anti-Flag es va unir amb el productor de música punk Mass Giorgini per gravar l'àlbum Underground Network amb Fat Wreck Chords. Sens dubte, el llançament de l'àlbum fou el moment en què Anti-Flag va sorgir de l'underground hardcore a un focus més gran. L'àlbum tractava els temes del feixisme (concretament els neonazis que s'infiltraven en l'"escena hardcore") i la política exterior dels Estats Units. També va ser el primer treball que contenia un llibret ple d'assajos d'historiadors i comentaristes polítics, sobretot el professor Howard Zinn.
El febrer de 2002, Anti-Flag va llançar l'àlbum Mobilize amb AF Records. L'àlbum va incloure vuit temes d'estudi nous, així com vuit temes en directe de cançons d'altres àlbums. Arran dels atemptats terroristes de l'11 de setembre als Estats Units, Anti-Flag es va pronunciar en contra de la guerra amb el tema principal de l'àlbum, "911 for Peace". Durant aquest temps, moltes botigues de música van treure els discos d'Anti-Flag de les seves prestatgeries, ja que la seva música va ser etiquetada com a "antiamericana". El 2003, Anti-Flag va llançar l'àlbum The Terror State amb Fat Wreck Chords, que es va centrar principalment a criticar les accions de l'Administració Bush pel que fa a la Guerra contra el Terrorisme. Com abans, a l'àlbum es va incloure un llibret ple d'assajos de la banda i d'altres comentaristes polítics. L'àlbum també contenia una cançó anomenada "Post-War Breakout", la lletra de la qual va ser escrita originalment per Woody Guthrie. La música de la cançó va ser composta pels membres d'Anti-Flag, ja que Guthrie mai havia definit els arranjaments en paper.
El 8 d'octubre de 2004, el representant nord-americà Jim McDermott va pronunciar un discurs a la Cambra de Representants, felicitant Anti-Flag pel seu treball per animar els joves a registrar-se i votar.

### RCA (2005–2009)
El 2005, Anti-Flag va signar un contracte discogràfic de dos àlbums amb el segell major RCA. En una entrevista al diari britànic The Guardian, Justin Sane va explicar el pas de la banda a un segell important:
| « | (anglès) We've been approached by the major labels over the past seven or eight years, but we thought we had an impact where we were. They were never willing to give us complete control. This time they were willing to give us complete control over what we record, the artwork, and who we tour with. We won't be censored. If there was ever a time to take a chance to be heard on a mass scale, then this is the time. I feel like we've been a voice in the wilderness for too long. | (català) Durant els últims set o vuit anys se'ns han acostat les grans discogràfiques, perquè pensaven que teníem un impacte allà on érem. Mai van estar disposats a donar-nos el control total. Aquesta vegada estaven disposats a donar-nos un control total sobre què enregistrem, les obres d'art i amb qui fem la gira. No serem censurats. Si alguna vegada hi va haver un moment per tenir l'oportunitat de ser escoltat a gran escala, aquest és el moment. Sento que hem estat una veu al desert durant massa temps. | » |

El primer d'aquests dos àlbums, For Blood and Empire, es va publicar el 21 de març de 2006. El focus principal de l'àlbum és la crítica a la mala gestió per part del govern dels EUA de la Guerra contra el Terrorisme. El senzill principal de l'àlbum, "This Is The End (For You My Friend)," apareix al videojoc Madden NFL 07 i NHL 07. Aquest senzill s'allunya del tema de la guerra i se centra en la joventut amb problemes. Anti-Flag acabaria la seva gira als Estats Units "War Sucks, Let's Party" a l'abril i van treballar en alguns projectes paral·lels com l'⁣African Well Fund i Start to Finish MS Now.
Al llarg de la carrera d'Anti-Flag, nombroses altres bandes s'han afegit a la llista del mateix segell de la banda, AF Records. Aquestes bandes inclouen The Code, Pipedown, Much the Same, The Vacancy, The Unseen, Modey Lemon, Thought Riot, Tabula Rasa i moltes altres.
El 25 de novembre, Anti-Flag va revelar que el seu darrer disc es deia The Bright Lights of America. L'àlbum va ser produït per Tony Visconti i va ser llançat l'1 d'abril de 2008. El single del títol de l'àlbum va ser llançat exclusivament a iTunes el 12 de febrer de 2008. Un vídeo de la cançó es va publicar unes setmanes després.
El 2008, mentre feien una gira amb la banda canadenca Billy Talent a Europa, Justin Sane i Chris No. 2 es van unir al cantant de Billy Talent Ben Kowalewicz i al guitarrista Ian D'Sa, cantant la seva nova cançó "Turn Your Back" del seu següent àlbum inèdit. Els dos també interpretaren una versió única de la cançó.
El març de 2009, Anti-Flag es va veure obligat a cancel·lar una sèrie de gires després que Sane es va trencar la clavícula a l'UEA LCR de Norwich en saltar de l'escenari, intentant aturar algú que estava llançant objectes a la banda.

### SideOneDummy (2009-2014)
El 30 de setembre de 2008, Chris No. 2 va començar a publicar al seu bloc que la banda havia començat a treballar en el seu setè àlbum d'estudi. El 2 de desembre, Anti-Flag va començar a gravar el disc, començant per "The Economy is Suffering... Let It Die".
El 31 de març de 2009, Anti-Flag va anunciar que el seu següent CD, The People or the Gun, es llançaria a SideOneDummy el 9 de juny de 2009. La banda va gravar l'àlbum en un estudi domèstic que ells mateixos van construir. El primer tema de l'àlbum "Sodom, Gomorrah, and Washington DC (Sheep in Shepherd's Clothing)" es va poder escoltar al lloc web d'Anti-Flag. L'1 de maig de 2009, la banda va interpretar un conjunt complet de covers de The Clash a Hoodwink a East Rutherford, Nova Jersey.
El setembre de 2009, Anti-Flag planejava fer un espectacle durant una protesta del G-20 que tenia lloc a la seva ciutat natal. Tanmateix, l'espectacle va ser cancel·lat pel promotor a causa de les severes restriccions d'aparcament i la presència policial a prop del lloc. Així i tot, la banda va continuar participant personalment a les protestes.
El novembre de 2009, Anti-Flag va mostrar el seu suport als estudiants que protestaven a Viena, Àustria, fent un discurs a l'edifici principal de la Universitat de Viena. També van fer parlar un dels representants dels estudiants als seus dos espectacles a Viena.
El gener de 2010, Anti-Flag va completar una gira pels Estats Units amb el suport d'⁣Aiden i Cancer Bats, amb diverses bandes que omplien un altre espai de suport i bandes locals obrint tants espectacles com fos possible. La gira va ser patrocinada per Amnistia Internacional, peta2, Greenpeace i Innes Clothing. La banda va seguir la gira pels Estats Units amb una gira per Austràlia, tocant a les dates del Soundwave Festival el febrer de 2010, amb bandes com AFI, Paramore, Escape the Fate, A Day to Remember i HIM. També van tocar dues cites de cap de cartell amb el suport d'⁣Alexisonfire i Comeback Kid.
Al llarg de mitjans de 2010, Anti-Flag va tocar en diversos festivals com Ruisrock i Woodstock en Beauce. També van tocar les últimes dates del Vans Warped Tour. El setembre de 2010, la banda va encapçalar una gira canadenca amb el suport de Menzingers. Aquesta gira va ser seguida de la gira europea Vans Off the Wall Music Tour a l'octubre, amb actuacions secundàries de The Swellers i Pulled Apart by Horses.
Al març-abril de 2011, Anti-flag va tornar a tocar en directe encapçalant una gira sud-americana amb This Is a Standoff i donant suport a My Chemical Romance als Estats Units. Al maig-juny de 2011, la banda va tornar a Europa per tocar al Slam Dunk Festival i de suport a System of a Down a Milà a Itàlia.
El 21 de juny de 2011, Justin Sane va anunciar que Anti-Flag estava treballant en el material per a un nou àlbum, que estava previst que es publiqués més tard aquell any. L'àlbum tenia el títol provisional de Magnum. Sane també va anunciar plans per gravar un nou àlbum en solitari en el futur, ja que també havia estat treballant en algun material en solitari orientat al folk.
El 20 de març de 2012, Anti-Flag va publicar un àlbum anomenat The General Strike, que va ser gravat i produït per la banda al seu estudi a casa. La banda també tenia la intenció d'anar a The General Strike Record Release Tour amb The Flatliners i els Have Nots. Van llançar un vídeo amb la lletra de la cançó "1915" que parlava de Joe Hill.
El juny de 2014, Anti-Flag va anunciar que llançarien un nou àlbum anomenat A Document of Dissent: 1993-2013. L'àlbum va ser una recopilació dels seus llançaments des del 1993 fins al 2013, i estava previst que es publiqués a Fat Wreck Chords, que va ser el primer llançament de la banda amb el segell des de The Terror State el 2003. L'àlbum es va publicar el 21 de juliol de 2014.

### Documental Spinefarm i Beyond Barricades (2015-2023)
El 16 de gener de 2015, Anti-Flag va anunciar que llançarien el seu novè àlbum d'estudi anomenat American Spring amb el segell Spinefarm Records. L'àlbum es va publicar el 26 de maig de 2015. Més tard l'any, Anti-Flag va llançar un àlbum recopilatori anomenat Cease Fires que conté dues cançons inèdites de les seves sessions de gravació de American Spring i dotze cançons de la seva sèrie EP 20 Years of Hell. Va ser llançat el 18 de desembre de 2015. En una entrevista el 2016, Chris No. 2 revelaria que no llegia llibres. El 14 d'agost de 2017, com a reacció als esdeveniments de la manifestació Unite the Right del 2017, la banda va llançar una cançó titulada "Racists" al canal de YouTube de Spinefarm Records. El 18 d'agost de 2017, la banda va anunciar que un nou àlbum titulat American Fall seria llançat a Spinefarm Records el 3 de novembre de 2017, estrenant una cançó de l'àlbum titulada "American Attraction" al canal de YouTube d'Anti-Flag.
A principis del 2018, Anti-Flag va fer una gira amb Stray from the Path, The White Noise i Sharptooth.
Des de juliol fins a setembre de 2018, Anti-Flag va tocar amb AFI i Rise Against a la gira Mourning in Amerika.
El 4 d'octubre de 2019, Anti-Flag va llançar la seva cançó "Christian Nationalist" juntament amb l'anunci d'una gira europea l'any següent. Al lloc web de la banda, el significat de la cançó es va explicar amb una cita de Justin:
| « | (anglès) History is full of wealthy and powerful people using religion and cultism to justify policies of oppression and inequality. Invariably, these policies target the most vulnerable in society so that elites can maintain their dominance. Today we see this same strategy employed by right-wing politicians all over the world. Just as the anti-fascists of the 1930s and 1940s rejected the fascist ideologies of their era, we reject the neo-fascists of this era. Theocracy is dangerous and inherently anti-democratic because it restricts individual choice and provides an avenue by which politicians can claim a moral superiority over "the other". It gives political cover and justification for policies and actions which might otherwise be deemed morally objectionable, inhuman, or adverse to the best interest of the country. | (català) La història està plena de persones riques i poderoses que utilitzen la religió i el culte per justificar polítiques d'opressió i desigualtat. Invariablement, aquestes polítiques s'adrecen als més vulnerables de la societat perquè les elits puguin mantenir el seu domini. Avui veiem aquesta mateixa estratègia emprada pels polítics de dreta d'arreu del món. De la mateixa manera que els antifeixistes dels anys 30 i 40 van rebutjar les ideologies feixistes de la seva època, nosaltres rebutgem els neofeixistes d'aquesta època. La teocràcia és perillosa i inherentment antidemocràtica perquè restringeix l'elecció individual i proporciona una via per la qual els polítics poden reclamar una superioritat moral sobre "l'altre". Ofereix cobertura política i justificació a polítiques i accions que, d'una altra manera, podrien ser considerades moralment censurables, inhumanes o adverses al millor interès del país. | » |

El lloc web també va proporcionar una llista de polítics republicans, juntament amb fonts que indicaven que els polítics havien acceptat grans donacions de la National Rifle Association of America (NRA) i altres grups de pressió d'armes pel suport del polític a determinades polítiques i accions, juntament amb una llista d'incidents de tiroteig massiu.
Més tard aquest mateix mes, Anti-Flag va anunciar el seu dotzè àlbum d'estudi, 20/20 Vision, juntament amb el llançament de la cançó "Hate Conquers All" i el vídeo musical de la cançó. També es van publicar cançons addicionals "Unbreakable" i "The Disease" abans de l'àlbum, que es va publicar el 17 de gener de 2020. Moltes de les cançons de l'àlbum discuteixen directament l'oposició de la banda a l'expresident, Donald Trump, que en el passat, la banda ha evitat nomenar directament els presidents. Justin va revelar que això es va fer perquè la banda creia que "Donald Trump ÉS el problema, així que hem d'anar directament al problema. Es podria dir que és un símptoma d'un problema més gran i crec que és cert, però ell ÉS el símptoma". En suport de l'àlbum, Anti-Flag es va embarcar en una gira mundial amb dates durant tot el 2020. No obstant això, moltes d'aquestes dates es van endarrerir fins al 2021 a causa de la pandèmia de la COVID-19. Abans de reprendre la gira, es va publicar una versió de luxe només digital de l'àlbum amb el nou nom, 20/20 Division.
Aquell mateix any es va estrenar un documental anomenat Beyond Barricades: The Story of Anti-Flag. El documental fa una crònica de la banda durant els seus anys de gires, escrivint música i el seu activisme, incloent-hi entrevistes de músics de bandes com Rage Against The Machine, Rise Against, Bad Religion i The Menzingers.
Amb la pandèmia que va posar en suspens la gira de la banda durant un llarg període, Anti-Flag va poder passar molt més temps del que és habitual escrivint música nova. En acabar la gira de 20/20 Vision, Anti-Flag va tornar a l'estudi per gravar el seu següent àlbum. La banda va adoptar un enfocament diferent de l'habitual durant la gravació no només escrivint un àlbum conceptual, sinó que va incorporar músics convidats per a diverses cançons. La banda va anunciar oficialment el seu últim àlbum Lies They Tell Our Children el 29 de juliol de 2022, juntament amb el llançament del senzill "Laugh. Cry. Smile. Die" amb el vocalista de Silverstein Shane Told. També es va publicar un vídeo musical per a la cançó, que representa un individu pintant amb aerosol les parets d'una escola abandonada amb diversos missatges que la banda considerava mentides. L'àlbum es va publicar el 6 de gener de 2023, coincidint amb els dos anys de l'⁣atac al Capitoli.

### Ruptura (2023)
El 19 de juliol de 2023, la banda va publicar una actualització al seu Patreon anunciant la seva dissolució i la intenció de reemborsar els diners dels fans que estaven subscrits. Després d'aquest anunci, el seu lloc web es va eliminar i els comptes de xarxes socials de la banda es van suprimir. La banda estava de gira per Europa en el moment de la seva dissolució, per donar suport a Dropkick Murphys en un espectacle a Praga el 21 de juliol; la banda també tenia previst fer una gira per Amèrica del Nord juntament amb The Bouncing Souls a la tardor de 2023. Quan se li va demanar una declaració sobre la ruptura, el publicista de la banda es va negar a comentar. Stereogum i Us Weekly van vincular la ruptura d'Anti-Flag el juliol de 2023 amb un episodi de pòdcast publicat el 19 de juliol, el mateix dia de la dissolució de la banda, que va presentar possibles acusacions d'agressió sexual contra "un cantant d'una banda de punk polític" que es creia que era el líder d'Anti-Flag Justin Sane.
El 26 de juliol, Sane va emetre un comunicat a través del seu compte personal d'Instagram negant les acusacions i titllant-les de "categòricament falses". En la seva declaració, Sane també va explicar el temps que va passar abans de fer una declaració, afirmant que necessitava temps per "absorbir el xoc inicial". Mentrestant, Thetic, Head i Barker van publicar una declaració expressant la seva commoció i tristesa en escoltar les denúncies, començant per: "Un principi bàsic de la banda Anti-Flag és escoltar i creure a tots els supervivents de violència i abusos sexuals. Les declaracions sobre Justin estan en contradicció directa amb aquest principi. Per tant, vam sentir que l'única opció immediata era dissoldre's". La seva declaració va acabar amb: "Ha sigut un privilegi per a nosaltres estar a la banda Anti-Flag. Mentre busquem trobar el nostre camí cap endavant, desitgem la curació a tots els supervivents". Després d'una investigació periodística publicada per Rolling Stone al setembre, que revelava dotze dones i noies que van acusar Sane de mala conducta sexual, "agressions sexuals greus", ciberassetjament i violació, llavors Thetic, Head i Barker van publicar una segona declaració condemnant directament a Sane, afirmant que creien que "necessitava ajuda professional seriosa" i que "sembla que va utilitzar les nostres creences com a coberta per a activitats atroces que sabia clarament que mai aprovaríem".
El novembre de 2023, l'acusadora original de l'episodi del pòdcast de juliol va demandar a Sane per agressió sexual en virtut de la Llei de supervivents d'adults de Nova York. En una esmena a la seva denúncia inicial el març de 2024, l'acusació va qüestionar la insistència de la resta de membres de la banda que no eren conscients de les accions de Sane, acusant Thetic, Head i Barker de ser "conscients de la pràctica sexual de [Sane] d'agredir dones i noies joves" i afirmant que l'⁣empresa de distribució pròpia de la banda, Hardwork Distribution, "va ajudar i incentivar aquest comportament". L'acusació també va afirmar que "la banda va ser abordada pel comportament depredador de [Sane] fa almenys 25 anys i no va fer res per aturar-lo. Van triar les seves perspectives de negoci per sobre del benestar dels seus fans. Durant dècades, aquests homes econòmicament i socialment es van beneficiar de la depredació de [Sane] mentre fingien no veure-ho". L'acusació també va afirmar que la banda va intentar sense èxit "persuadir [el seu] perdó mitjançant un procés de justícia restaurativa⁣". Almenys tres de les noies i dones que van parlar amb Rolling Stone per a l'exposició de setembre de 2023 també van afirmar que Thetic, Head i Barker estaven presents quan Sane va portar adolescents i dones joves entre bastidors i a l'autobús de gira de la banda. El març de 2024, l'equip legal de l'acusació va declarar que creien que Sane tenia aproximadament 60 víctimes i que un testimoni que es va presentar i va tenir el seu testimoni inclòs a la demanda de l'acusador va afirmar que en una festa de llançament de l'àlbum de 2002 a Pittsburgh, van presenciar "els membres de Anti-Flag [mesclar-se] fora del local amb noies clarament menors d'edat" que semblaven "d'entre 14 i 15 anys", i que Sane i altres membres de la banda les "abraçaven i s'hi feien un petó de forma inadequada".
Al cap de pocs dies de la ruptura d'Anti-Flag, diverses bandes van anunciar la seva sortida del segell discogràfic de la banda AF Records, com Celebration Summer, Darien Gap, Hanalei, Reconcilier, Sammy Kay i Wolves & Wolves & Wolves & Wolves. La banda American Television també va anunciar que trobaria una altra manera de distribuir el seu següent àlbum sense l'ajuda d'Anti-Flag o el segell discogràfic de la banda. El setembre de 2023, els membres d'Anti-Flag van informar que estaven "en procés de desmantellar el segell, inclosa la devolució dels drets principals i els registres físics/mercaderia a les bandes", encara que van afirmar que això "trigaria un temps a completar-se correctament".

## Nom i crítica
Anti-Flag va explicar el nom de la banda a l'obra d'art per al seu llançament de 1999 A New Kind of Army, dient: "Anti-Flag no vol dir antiamericà. Anti-Flag significa antiguerra. Anti-Flag significa la gent comuna del poble. El món està millor vivint en unitat i en pau, l'Anti-Bandera significa oposar-se a la cobdícia corporativa que perjudica milions de persones i beneficiar-se d'un grapat d'Anti-Flag significa lluitar contra el nacionalisme sense sentit".
La posició anticapitalista d'Anti-Flag va provocar crítiques cap a ells quan van començar a treballar amb RCA Records el 2005, i alguns van dir que la banda s'estava esgotant. Anti-Flag es va defensar de les crítiques dient que l'objectiu de signar amb el segell discogràfic era portar el seu missatge a més gent.

## Projectes d'estudi
Chris No. 2 i Chris Head treballaren junts en una altra banda anomenada White Wives. Van publicar l'EP Situationists el 15 de febrer de 2011 i l'àlbum Happeners el 28 de juny de 2011. La banda i el seu nom es basaven en el moviment Provo i The White Plans.
Wharf Rats, una associació musical entre Chris No. 2, Wade MacNeil i POS, va ser creda a Warped Tour i es va gravar a l'estudi de gravació itinerant del festival. Van crear dues cançons junts, a saber, "Oh No!" i "Capital Gains". Les dues cançons es van publicar en un senzill d'edició limitada de 7 polzades i es van distribuir el 31 de maig amb No Sleep Records.

## ANTIfest
ANTIfest va ser el festival propi d'Anti-Flag. Va tenir lloc originalment el 3 de maig de 2012 a The Forum de la Universitat d'Hertfordshire. Fou el primer festival autònom que va organitzar la banda, que volia convertir-lo en un esdeveniment anual. La banda va seleccionar personalment totes les bandes que van aparèixer, incloent-hi altres bandes de punk com The Bouncing Souls, The Menzingers, Red City Radio, The Computers i The Skints. En el festival també van participar voluntaris de determinades organitzacions, com ara persones d'⁣Amnistia Internacional, PETA i Emmaús.
ANTIFest també va tenir lloc el 14 de juliol de 2013 al Backstage Werk de Munic amb el suport de ZSK, Strike Anywhere, The Computers i Apologies, I Have None.

## Activisme
Anti-Flag va estar involucrat en l'activisme polític al llarg de la seva carrera musical. Van crear molts grups d'activisme, que incloïen The Underground Action Alliance, Military Free Zone (creada per protestar contra una clàusula de la Llei No Child Left Behind, que donava als reclutadors militars accés a la informació personal dels estudiants) i The Bright Lights.
Tots els membres d'Anti-Flag eren vegans i eren ferms partidaris dels drets dels animals. Van ser presentats amb freqüència per PETA, i també van aparèixer a l'àlbum recopilatori de Fat Wreck Chords Liberation: Songs to Benefit PETA.
La banda va actuar en múltiples protestes, incloses dues en suport de Rage Against the Machine.
Van actuar fora de la Convenció Nacional Republicana el 2008. Anti-Flag no havia de ser l'última banda a actuar a l'esdeveniment, però els funcionaris van descobrir que Rage Against the Machine anava a actuar després d'ells, així que van tancar el poder de l'escenari i Rage Against the Machine va interpretar dues cançons fent servir megàfons.
Anti-Flag va tocar un escenari en acústic a la protesta d'Occupy Wall Street a la ciutat de Nova York el 8 d'octubre de 2011.
La banda donava suport regularment a organitzacions que incloïen:
- Democracy Now!, els titulars del qual mostren a la pàgina d'inici de la banda.
- PETA, que va ser un dels patrocinadors de la seva gira de 2010 'The Economy Sucks Let's Party'.
- Amnistia Internacional, que va ser un dels patrocinadors de la seva gira de 2010 'The Economy Sucks Let's Party'. Anti-Flag una vegada els va donar diners de les vendes de The People and the Gun.
- Greenpeace, que va ser un dels patrocinadors de la seva gira 'The Economy Sucks Let's Party'. Anti-Flag va col·laborar una vegada amb ells per persuadir els líders mundials d'assistir a la conferència sobre el clima a Copenhaguen.
- Useless, amb qui van col·laborar venent samarretes serigrafiades d'edició limitada per recaptar diners per al projecte The Kandorwahun i difondre la consciència de l'organització.

Anti-Flag va mostrar la seva desaprovació sobre el fracking l'octubre de 2013, donant suport a Clean Water Mob.
La cançó d'Anti-Flag "Die for Your Government" va ser cantada per manifestants contra la guerra que van bloquejar amb una barricada breument una carretera per evitar que les tropes nord-americanes es despleguessin a l'Iraq l'agost de 2010.
L'any 2010 van aparèixer al documental musical Sounds Like A Revolution, que parlava de la nova música de protesta als Estats Units.

## Símbol
El logotip d'Anti-Flag era "Gun Star", dissenyat per Chris Head. Va ser utilitzat per primera vegada a la portada de l'àlbum Mobilize. Més tard es va utilitzar al merxandatge de la banda. El logotip estava format per cinc rifles M16 trencats amb forma d'estrella. La banda utilitzava sovint els símbols superposats O & X a l'LP Die for the Government.

## Membres de la banda

### Alineació final
- Justin Sane - veu principal, guitarra principal (1988–1989, 1992–2023)
- Pat Thetic - bateria (1988–1989, 1992–2023)
- Chris Head: guitarra rítmica, veus secundàries (1997–2023), baix (1997)
- Chris "No. 2" Barker - baix, co-veu principal (1999-2023)

### Antics membres
- Lucy Fester - baix (1988-1989)
- Andy Flag - baix, suport i veu principal ocasional (1993–1996)
- Jamie "Cock" Towns - baix (1997-1999)

- Erik Pitluga – bateria (2018–2023), guitarra rítmica (2020–2023)
- Josh Massie - guitarra rítmica (2019)
- Donny Donovan - guitarra rítmica (2019)
- Steve LaRussa - bateria, cors (2013-2017)
- Brian Curran (1997)
- Sean Whealen (1998)

## Discografia
Àlbums d'estudi
- Die for the Government (1996)
- A New Kind of Army (1999)
- Underground Network (2001)
- Mobilize (2002)
- The Terror State (2003)
- For Blood and Empire (2006)
- The Bright Lights of America (2008)
- The People or the Gun (2009)
- The General Strike (2012)
- American Spring (2015)
- American Fall (2017)
- 20/20 Vision (2020)
- Lies They Tell Our Children (2023)